# 恩甘布里人

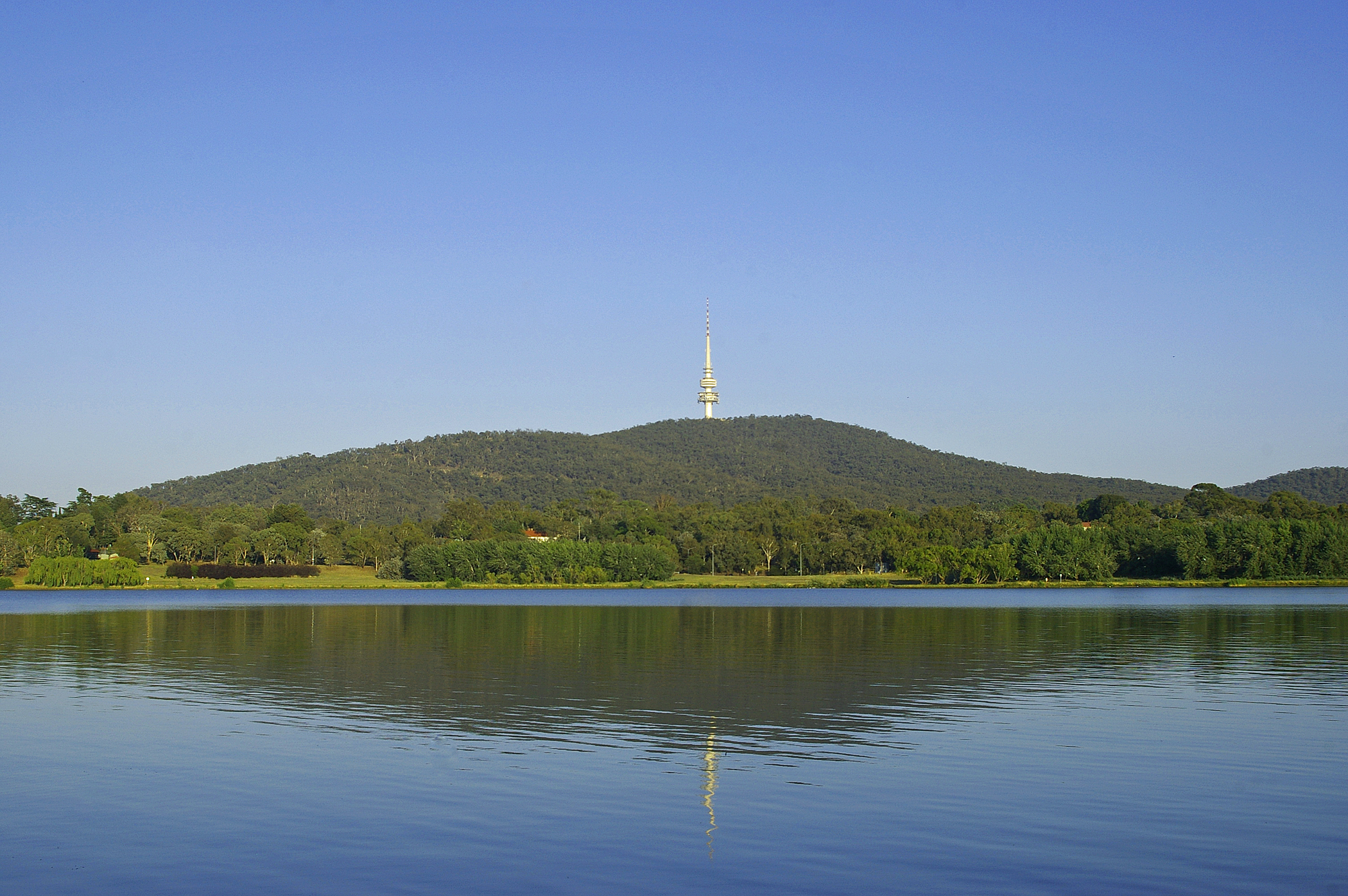
黑山，属于恩甘布里人宣称拥有的领土的一部分

恩甘布里人，或譯恩甘布利人（Ngambri），也称为坎貝里人（Kamberri），是一个澳大利亚原住民群体，他们声称对澳大利亚首都领地地区拥有传统所有权，但他们与这片土地的联系受到质疑。依据人類學家诺曼·廷代尔的说法，其中一个原因是恩甘布里人主张归属的堪培拉靠近恩加里戈人和恩古纳瓦尔人的部落边界。其他原因包括原住民人口的迁移，以及欧洲人定居后跨部落通婚和跨种族关系，导致很大比例的人认为自己是澳大利亚原住民，但却不知道自己的传统起源。截至2023年4月，澳大利亚首都领地政府仍不承认恩甘布里人是澳大利亚首都领地的传统所有者，只将恩古纳瓦尔人列为该土地的传统监护人，但在2022年7月恩甘布里人向最高法院提出挑战后，承诺将对其原住民协议进行审查。
恩甘布里人民由当地原住民土地委员会（LALC）代表，即位于昆比恩的恩甘布里当地原住民土地委员会。

## 传统土地所有权的纷争
1974年，诺曼·廷代尔在其关于原住民部落边界的主要著作中，将恩古纳瓦尔地区的南部边界定位在靠近首都领地边界的位置，靠近分隔恩加里戈人（Ngarigo）和来自亚斯的恩古纳瓦尔人的部落边界。 
公认的恩甘布里人（也称为坎貝里人）领土范围以及他们与其他原住民部落或民族的区别存在争议。
2002年，一群恩甘布里人在原住民帐篷使馆烧毁了一個驼峰，並拆除了帐篷。当时，著名的恩甘布里人长老玛蒂尔达·豪斯表示，她的人民正在“清理该地点并使其变得受人尊敬，以便当游客来到这里时我们会感到自豪”。自1972年帐篷使馆成立以来，豪斯一直与该使馆密切相关，他将创建使馆的四位男子视为英雄。 长老玛蒂尔达·豪斯对原住民帐篷使馆的未来有一个愿景：
|  | 我想看到帐篷使馆被用作一个教育的场所，让人们正确理解我们的礼仪和身份认同。这可以通过以下方式实现：为原住民提供一个可以自由做想做的事情、表达抗议的地方，但要以一种能够传达信息的方式进行，并为教育其他社区提供一个很好的场所。而不是现在这样，用公交车把人们拉来，有时还告诉他们错误的故事。 |

欧洲人定居后原住民人口的全面错位、部落间婚姻和跨种族关系导致很大一部分人自认是澳大利亚原住民，但不知道自己的传统起源。2012年，澳大利亚统计局的记录显示，在失竊的一代”时期，澳大利亚首都地区的几个原住民家庭因混血儿童与父母分离而受到影响。由于原住民的地理迁移以及自1900年代以来的部落间通婚，自称是尼扬穆迪人（Nyamudy）、恩加里戈人和恩古纳瓦尔人的恩甘布里家族后裔的人们之间存在争议，他们都声称自己是堪培拉的传统土地所有者。
2005年，针对澳大利亚首都特区立法会对恩甘布里人的地位提出的问题，时任首席部长乔恩·斯坦霍普（Jon Stanhope）表示：“恩甘布里是構成恩古纳瓦尔民族的家族群体之一的名称。”他接着表示：“政府认可恩古纳瓦尔民族成员是该地区原住民的后裔：除了这一更广泛的承认外，并没有对恩甘布里人进行特别承认。”
2009年4月，一场激烈的争议爆发，当时堪培拉边境上的五个“欢迎来到堪培拉”标牌遭到了破坏，标牌上的“恩古纳瓦尔民族”被改为“恩甘布里民族”。首都领地政府迅速采取行动，将这些标志修复。首席部长乔恩·斯坦霍普承诺将会加强对这些标志的监管。他指出，曾经被认为是恩古纳瓦尔人的一个家族后来被确认为恩甘布里人，这一认定引发了“社区的混乱和痛苦”。
2012年12月，恩甘布里当地原住民土地委员会提出了三项原住民所有权申请：
- McQuoid Street：位於新南威尔士州昆比恩
- Karabar：位於新南威尔士州昆比恩
- Erin Street：位於新南威尔士州昆比恩

对于每一项申请，法院都裁定原住民所有权不存在。
2013年，澳大利亚首都领地政府发布了一份题为《我们的亲属我们的国家》的家谱报告。该报告旨在解决对于谁是澳大利亚首都直辖区最初居民的争议。研究发现，恩古纳瓦尔人并非该地区的原住民，但他们确实在该地区参与了歌舞活动。报告的结论是，自19世纪中期以来收集的证据不足以完全支持任何现存团体的主张。研究指出，澳大利亚首都领地可能是恩加里戈（Ngarigo）部落、尼亚穆迪（Nyamudy）部落的一部分，或者是尼亚穆迪人（Nyamudy）和纳马吉人（Namadgi）之间的分界线。
自2003年左右，澳大利亚首都领地政府仅承认恩古纳瓦尔人是该地区的传统所有者。然而，2022年7月，恩甘布里人向澳大利亚首都领地政府提起诉讼，要求承认其作为传统所有者的身份。与此同时，其他团体也表达了类似的要求，其中包括澳大利亚国家博物馆。
2023年4月，澳大利亚首都领地政府向恩甘布里人道歉，因为以往未承认他们作为传统所有者的身份，并表示将审查原住民协议，并与他们达成和解。对此，恩古纳瓦尔人表达了不满，称此举是对其族人的“侮辱”。其发言人里奇·艾伦（Richie Allan）表示，他们的联系已被证实，尽管许多人与该土地有某种联系，但“他们并不属於這片土地，（只有）恩古纳瓦尔人才是”。澳大利亚首都领地政府表示，他们“将继续承认恩古纳瓦尔人是澳大利亚首都领地的传统守护者，同时也承认与澳大利亚首都领地和该地区有联系的其他人民或家庭”。

## 当地原住民土地委员会
恩甘布里当地原住民土地委员会的总部设在昆比恩。 

## 传统饮食

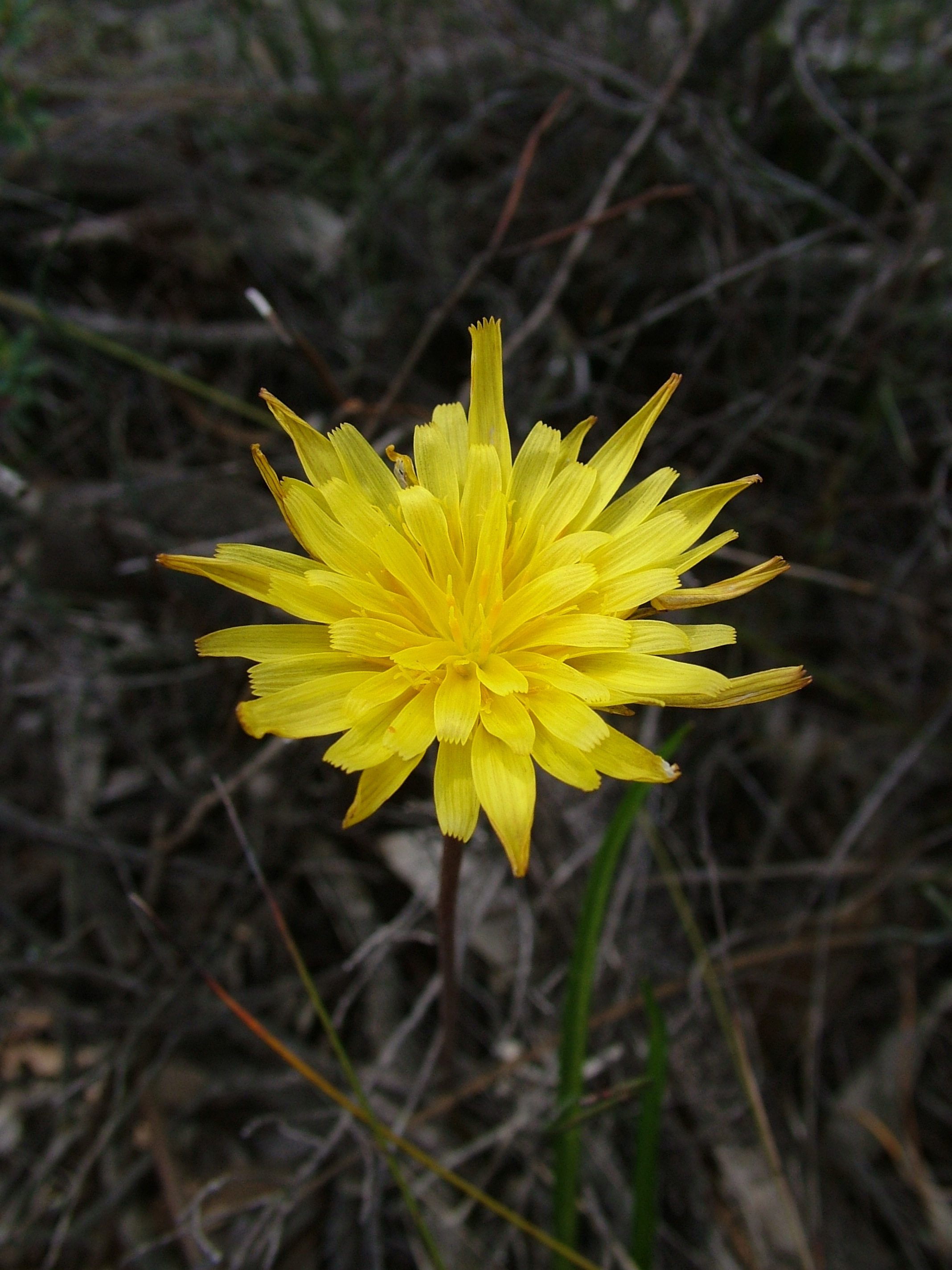
茉农菊是恩甘布里人传统饮食中的主食

由于土地开发，茉农菊现在在澳大利亚首都领地非常罕见，而它曾是传统恩甘布里人的主食。他们还吃黄脂木、 灯心草、茅莓、蘋果莓和原生樱桃。
就蛋白质而言，木蠹蛾、博贡蛾、鸸鹋、考拉、鳕鱼、鸭嘴兽、针鼹、澳洲鹤和大冢雉都是恩甘布里人传统饮食中的代表性食物。

## 著名人物
- “Onyong”（全名 Allianoyonyiga）是殖民时期恩甘布里人的领导人物[27]